# Il Conciliatore (romanzo)
Il Conciliatore è un romanzo dello scrittore statunitense Brandon Sanderson, appartenente al genere dell'epic fantasy, pubblicato negli Stati Uniti nel 2009 dalla Tor Books ed edito in Italia da Fanucci a partire dal 2012. Rappresenta il primo volume della saga del Conciliatore ambientata sul pianeta Nalthis facente parte dell'universo immaginario del Cosmoverso di cui costituisce il primo libro pubblicato.

## Trama
Il romanzo racconta la storia di due principesse di Idris, Vivenna e Siri. Vivenna fu promessa in sposa, attraverso un trattato scritto prima che lei nascesse, al Dio Re della nazione rivale Hallandren. Tuttavia, il re Dedelin manda invece l'altra figlia Siri a rispettare il trattato.
Vivenna la segue ad Hallandren nella speranza di salvare Siri dal suo destino. All'arrivo ad Hallandren, Vivenna incontra Lemex, una delle spie di suo padre in città, gravemente ammalato che poco prima di morire le lascia la sua grande riserva di Soffi (considerata eretica dagli Idrisiani).
Vivenna si unisce a Denth e Tonk Fah, mercenari che erano sotto il controllo di Lemex, e insieme iniziano a fare attacchi di guerriglia contro i depositi di rifornimenti di Hallandren e convogli che, si spera, daranno agli Idrisiani un vantaggio nella guerra apparentemente inevitabile.
Siri, dopo aver trascorso molte notti terrorizzate in attesa che il Re Dio procreasse con lei, scopre che non è in realtà il Dio minaccioso e spaventoso che pensava, ma in realtà ha avuto la lingua tagliata dai suoi sacerdoti, rendendolo nient'altro che un fantoccio. Sebbene sia intelligente, possiede una visione infantile per via della sua menomata educazione. Siri gli insegna a comunicare scrivendo e col tempo imparano a prendersi cura l'uno dell'altro e ad innamorarsi. Tuttavia, Siri crede che i sacerdoti stiano pianificando segretamente di uccidere lei e il Re Dio dopo la nascita di un erede e teme che Hallandren lancerà presto una guerra contro Idris. Siri trova un potenziale alleato nel dio non ortodosso Lievecanto l'Audace, che è afflitto da incubi di guerra e sta lottando per scoprire il proprio scopo.
Tornata in città, Vivenna scopre che Denth e Tonk Fah non stanno lavorando per lei ma contro di lei, essendo stati assunti da una terza parte sconosciuta per istigare la guerra con Idris, e sfugge a malapena alla loro cattura. Dopo essersi nascosta e vivendo da povera nei bassifondi idriani di Hallandren per settimane, Vivenna viene accolta da Vasher, un uomo misterioso che può usare i suoi Soffi per risvegliare oggetti, un'arte di cui è incredibilmente abile. Impugna una spada parlante chiamata Sanguinotte, un'arma creata in un esperimento e che possiede una propria personalità. Insieme, Vivenna e Vasher lavorano per annullare il danno fatto da Denth e scongiurare la guerra.
Vivenna convince Vasher a cercare di salvare sua sorella Siri dal palazzo del Re Dio. Tuttavia, Vasher viene catturato e torturato da Denth, che si rivela uno dei servitori dei sacerdoti Pahn Kahl del re Dio, che stanno cercando di incitare la guerra tra Idris e Hallendren in modo che possano prendere la città per se stessi.
I sacerdoti catturano Siri, uccidono molti dei preti del Re Dio e gettano lo stesso Re Dio nel sotterraneo. Anche Lievecanto e molti altri dei vengono catturati. I Pahn Kahl, dopo aver ottenuto i Comandi per controllare l'esercito senza vita della città dei non morti, li inviano ad attaccare gli Idriani ed iniziare la guerra. Tuttavia Lievecanto, imprigionato nel sotterraneo accanto al Re Dio, si sacrifica dando al Re Dio il suo Soffio. Questo guarisce il Re Dio, restituendogli la lingua e permettendogli di accedere alla sua divina riserva di Soffi. Re Dio usa la sua magia per salvare Siri dai Pahn Kahl proprio mentre sta per essere assassinata. Nel frattempo, Vivenna usa i suoi poteri in erba per irrompere nel palazzo di Re Dio e liberare Vasher, che uccide Denth.
Vivenna e Siri si riuniscono. Tuttavia, anche con il potere quasi illimitato del Re Dio, l'esercito senza vita non può essere fermato. Vasher rivela quindi che in realtà è uno dei cinque antichi esseri che originariamente scoprirono i Comandi per l'uso dei Soffi - e conferisce a Re Dio il codice per risvegliare l'esercito segreto della città dei quasi indistruttibili soldati senza vita di D'denir, che sono nascosto in bella vista in tutta la città come statue. Questi soldati vengono inviati a distruggere l'esercito senza vita prima che possa raggiungere Idris.
Mentre Siri e il Re Dio iniziano una nuova vita insieme, Vivenna si unisce a Vasher mentre parte per un'altra missione in una terra lontana.

### Personaggi
- Siri: la figlia più giovane del re Dedelin di Idris, famosa per il proprio comportamento, lotta per adattarsi ai costumi di Idris. Siri si ritrova inaspettatamente inviata a Hallandren, dove deve sposare il Re Dio.
- Vivenna: la figlia maggiore del re Dedelin di Idris e la persona più amata da suo padre. È considerata una cittadina modello Idris, riservata, temperata e modesta. È stata addestrata per tutta la vita con l'aspettativa di essere mandata a Hallandren per essere una sposa del Re Dio.
- Susebron: il Re Dio di Hallandren, un sovrano che possiede più Soffi di qualsiasi essere vivente.
- Lievecanto l'Audace: un dio che dubita della propria divinità.
- Llarimar: il devoto sommo sacerdote di Lievecanto.
- Treledees: il sommo sacerdote di Susebron.
- Denth: un mercenario.
- Tonk Fah: è il mercenario partner di Denth.
- Vasher: un uomo misterioso e molto potente che persegue obiettivi sconosciuti in Hallandren. Impugna la spada Sanguinotte.
- Sanguinotte: una spada senziente magica, incredibilmente potente, impugnata da Vasher.

## Mondo deIl Conciliatore
Il libro utilizza un sistema di magia chiamato "Risveglio", che consente ai Risvegliatori di dare vita agli oggetti e di fornire benefici direttamente ai maghi mentre trattengono il "Soffio Biocromatico", la fonte del loro potere. L'uso del Risveglio drena i colori dagli oggetti circostanti e meno un oggetto è colorato, più è difficile applicare il Risveglio ad esso.

## Collegamenti con il Cosmoverso
Ne Il Conciliatore compare il ricorrente personaggio del Cosmoverso di Hoid nelle vesti di un cantastorie e viene assunto da Lievecanto per narrare a Siri i retroscena della storia di Hallandren.

## Opere collegate
Sanderson ha dichiarato la sua intenzione di scrivere un altro libro nello stesso mondo del Conciliatore. Non sarebbe un seguito (nella definizione più rigorosa del termine) in quanto il primo libro è stato scritto come un romanzo indipendente. Sanderson non ha dichiarato nulla riguardo a possibili luoghi, eventi o personaggi coinvolti. Un nome possibile per il secondo libro è Nightblood, con riferimento alla spada vivente Sanguinotte portata da Vasher.